# Djuptjärnen (Lima socken, Dalarna, 676692-136966)
Djuptjärnen är en sjö i Malung-Sälens kommun i Dalarna och ingår i Dalälvens huvudavrinningsområde.